# 중앙응급의료센터
중앙응급의료센터는 전국 어디서나 최종치료까지 책임지는 응급의료를 제공하기 위해 "응급의료에 관한 법률" 제 25조에 따른 핵심 정책기관으로 보건복지부장관이 설치운영(필요시 위탁)하며, 국립중앙의료원에 위탁하여 운영되고 있다.

## 연혁
- 2000년  7월 국립의료원을 중앙응급의료센터로 지정
- 2001년 11월 국립의료원 내부직제로 중앙응급의료센터 설립
- 2002년  1월 중앙응급의료센터 업무 개시
- 2010년  4월 국립중앙의료원 법인화 출범
- 2012년  6월 전국 16개 응급의료지원센터(구 응급의료정보센터) 수탁·운영
- 2012년 12월 통계청 국가통계작성기관 지정(9월) 및 국가통계승인
- 2017년   8월 세종응급의료지원센터 추가 개소(17개 지역센터)
- 2017년  12월 대규모 재난 대비 이동형 병원 도입
- 2024년   4월 광역응급의료상황실 개소

## 조직도
중앙응급의료센터는 3실-17개팀과 17개 응급의료지원센터로 구성되어 있다.
- 3실: 응급의료정책실, 재난의료정책실, 중앙응급의료상황실
- 17팀: 응급의료정책연구팀, 응급의료운영관리팀, 응급의료빅데이터전략팀, 응급의료평가질향상팀, 응급취약지지역협력팀, 응급의료교육홍보팀, 재난의료관리팀, 닥터헬기현장이송팀, 외상필수의료관리팀, 응급의료정보화팀, 중앙응급의료상황팀, 6개 광역응급의료상황팀(서울인천, 경기강원, 대전충청, 광주전라, 대구경북, 부울경남)
- 응급의료지원센터 17개소: 서울, 부산, 대구, 인천, 광주, 대전, 울산, 세종, 경기, 강원, 충북, 충남, 전북, 전남, 경북, 경남, 제주

## 업무
응급의료에 관한 법률 제 25조
1. 응급의료기관등에 대한 평가 및 질을 향상시키는 활동에 대한 지원
2. 응급의료종사자에 대한 교육훈련
3. 응급의료기관등 간의 업무조정 및 지원, 관련 정보의 수집ㆍ제공 및 응급환자 현황 파악과 추적 관리
4. 응급의료 관련 연구
5. 국내외 재난 등의 발생 시 응급의료 관련 업무의 조정, 관련 정보의 수집ㆍ제공 및 응급환자 현황 파악과 추적 관리
6. 응급의료정보통신망의 구축 및 관리ㆍ운영과 그에 따른 업무
7. 제15조의2에 따른 응급의료 관련 조사ㆍ통계사업에 관한 업무
8. 응급처치 관련 교육 및 응급장비 관리에 관한 지원
9. 응급환자 이송체계 운영 및 관리에 관한 지원
10. 응급의료분야 의료취약지 관리 업무
11. 그 밖에 보건복지부장관이 정하는 응급의료 관련 업무

- 외상체계관리 운영
- 응급의료 홍보
- 응급의료지원센터 운영지원 등